# Ludwik Renat Mikołaj Benoist
Ludwik Renat Mikołaj Benoist, fr. Louis-Remi-Nicolas Benoist (ur. 1740 w Paryżu, zm. 2 września 1792 w Saint-Germain-des-Prés) – francuski duchowny, błogosławiony Kościoła katolickiego. Brat Ludwika Remigiusza.
Na księdza został wyświęcony w 1766. Był wikarym u Św. Pawła w Paryżu. Gdy w rewolucyjnej Francji nasiliło się prześladowanie duchownych, Ludwik Renat Benoist w sierpniu 1792 został uwięziony w opactwie Saint-Germain-des-Prés. Zginął w czasie mordu wrześniowego, hekatomby katolickich duchownych (zginęło ich około 300).
Ludwik Renat Mikołaj Benoist został beatyfikowany 17 października 1926 wraz z 190 innymi męczennikami francuskimi przez papieża Piusa XI.